# A Man's Man (film, 1929)
Pour l’article homonyme, voir A Man's Man (film, 1918).
Pour plus de détails, voir Fiche technique et Distribution.
A Man's Man est un film muet américain réalisé par James Cruze et sorti en 1929.

## Fiche technique
- Réalisation : James Cruze
- Scénario : Forrest Halsey (en) d'après le roman A Man's Man de Patrick Kearney paru en 1925[1]
- Production : Metro-Goldwyn-Mayer
- Photographie : Merritt B. Gerstad
- Montage : George Hively
- Distributeur : Metro-Goldwyn-Mayer
- Durée : 80 minutes
- Date de sortie : 
  - États-Unis : 25 mai 1929

## Distribution
- William Haines : Mel
- Josephine Dunn : Peggy
- Sam Hardy : Charlie
- Mae Busch : Violet
- John Gilbert : lui-même
- Greta Garbo : elle-même
- Gloria Davenport : Annie
- Delmer Daves non crédité
- Fred Niblo non crédité